# Angus Glen Golf Club
De Angus Glen Golf Club is een golfclub in Canada. De club werd opgericht in 2001 en bevindt zich in Markham, Ontario. De club beschikt over een 36-holes golfbaan, waarvan twee 18 holesbanen, en beide banen werden ontworpen door haar eigen leden.
De twee 18 holesbanen hebben een eigen naam: de "North"- en de "South"-baan".

## Golftoernooien
Voor het golftoernooi voor de heren is de lengte van de "North"-baan 6769 m met een par van 72. De course rating is 74,6 en de slope rating is 143. Voor de "South"-baan is de lengte 6770 m met een par van 72. De course rating is 76,0 en de slope rating 143.
- Canadees Open: 2002 & 2007

## Trivia
- Het Canadees Open in 2002 werd gespeeld op de "South"-baan
- Het Canadees Open in 2007 werd gespeeld op de "North"-baan